# Drum național 67B
Der Drum național 67B (rumänisch für „Nationalstraße 67B“, kurz DN67B) ist eine Hauptstraße in Rumänien. 

## Verlauf
Die Straße zweigt in Scoarța vom Drum național 67 nach Südosten ab und verläuft durch die Getischen Vorkarpaten über Târgu Cărbunești, Hurezani, wo der von Craiova kommende Drum național 6B einmündet, über das Dorf Giulești, wo der Drum național 65C gekreuzt wird, nach Drăgășani, wo sie den Drum național 64 kreuzt, überquert den Olt (Alt) und führt über Vulturești und Făgețelu nach der Kreishauptstadt Pitești. Dort endet sie am Drum național 65 (Europastraße 574).
Die Länge der Straße beträgt rund 189 Kilometer.